# Trà gai dầu

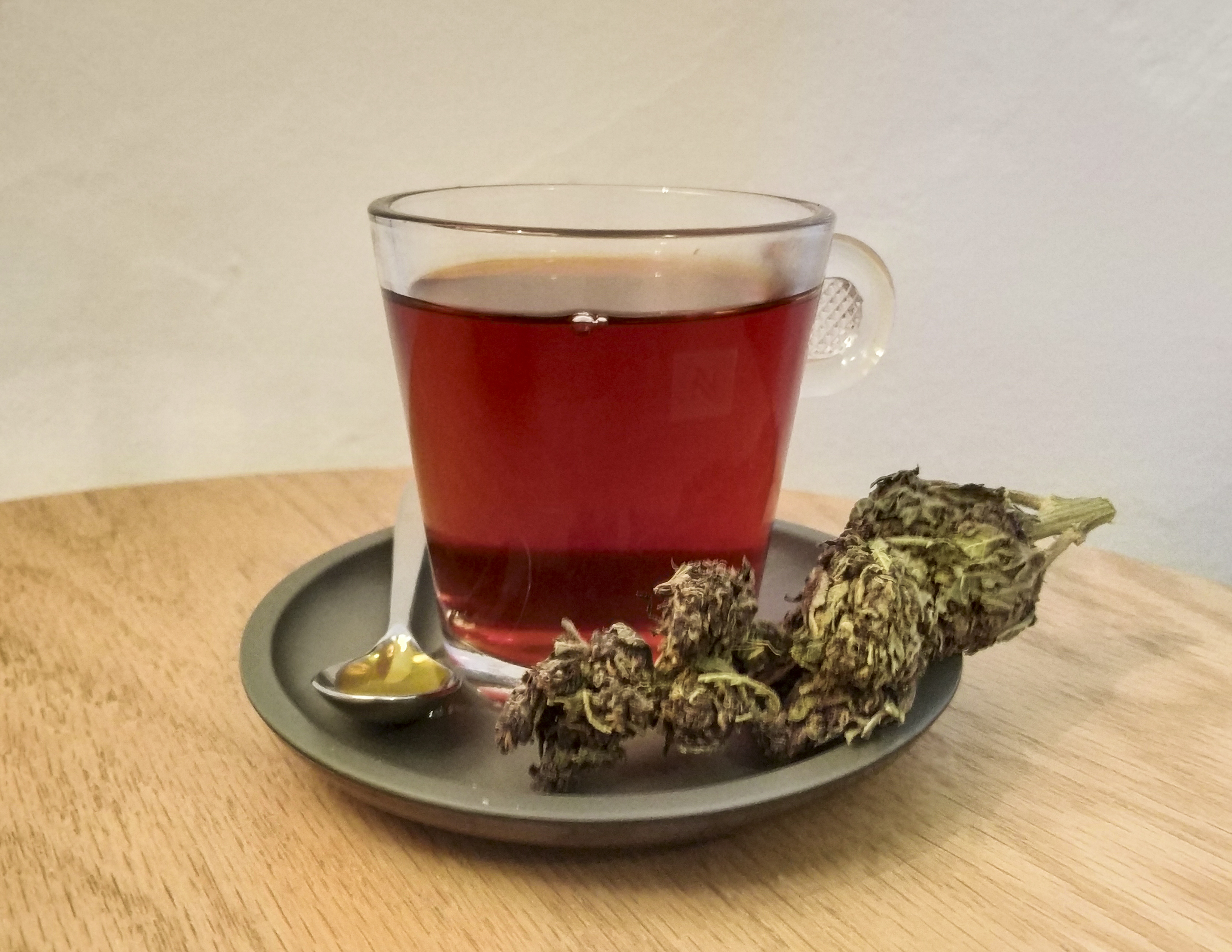
Trà gai dầu với quế và một thìa xi-rô thùa.

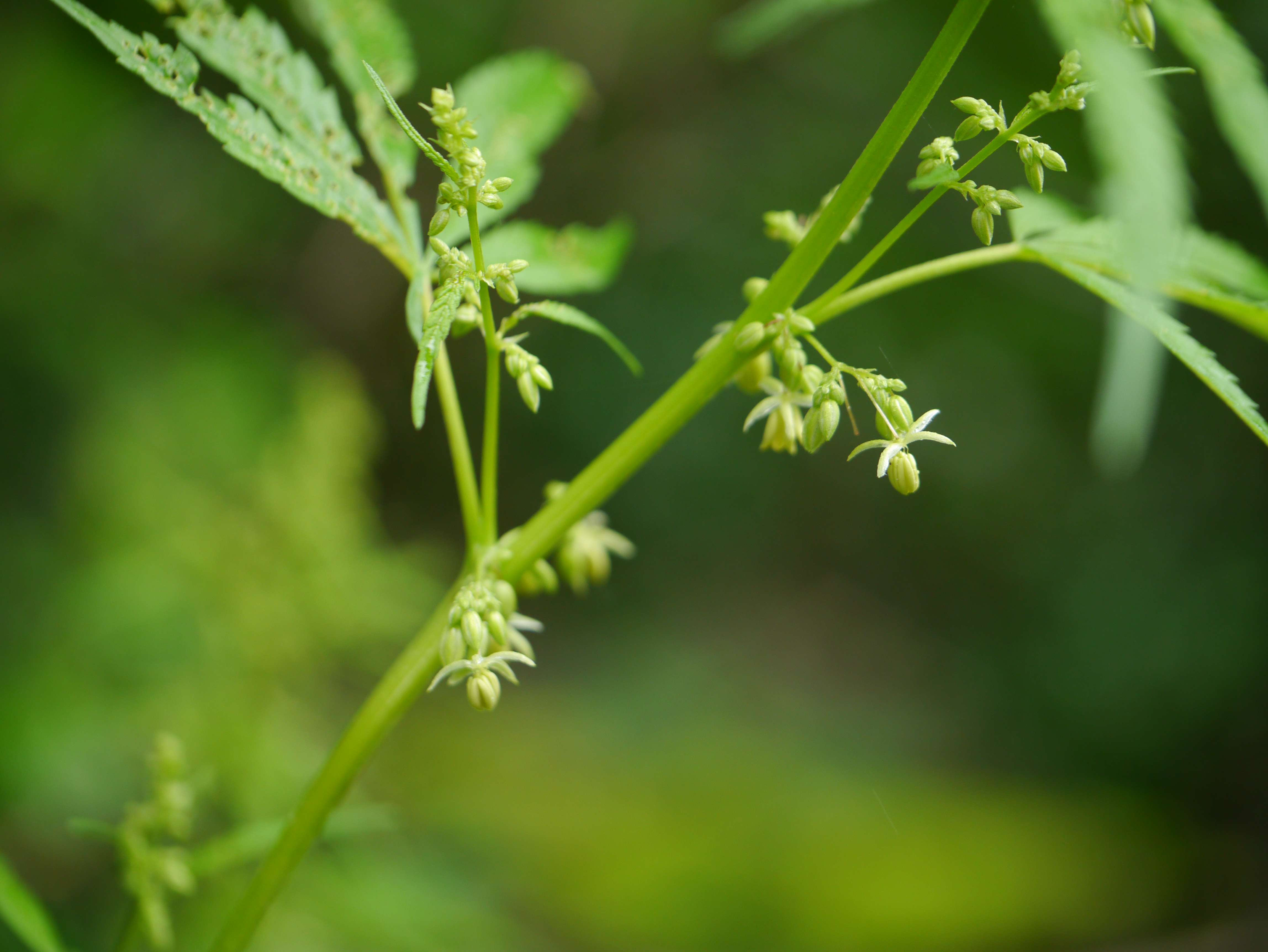
Ngọn hoa đực

Trà gai dầu (còn được gọi là trà ganja, trà cần sa hoặc thuốc sắc gai dầu) là một thức uống chứa gai dầu được chuẩn bị bằng cách ngâm các phần của gai dầu thực phẩm vào trong nước nóng hoặc nước lạnh. Trà gai dầu được công nhận rộng rãi là một hình thức chế biến và tiêu thụ của cây gai dầu thay thế cho việc điều chế chất gây nghiện. Cây này từ lâu đã được xem là một loại thảo dược, được nhiều chuyên gia y tế trên toàn thế giới sử dụng để làm giảm các triệu chứng bệnh, ngoài ra còn dùng để làm thuốc thần kinh trong giải trí  hoặc trong tâm linh. Trong thực tế, mặc dù ít phổ biến hơn các phương pháp phổ biến như hút cần hay ăn/uống gai dầu thực phẩm, uống trà gai dầu có tác dụng điều trị. Những tác động đến sức khoẻ phần lớn liên quan tới hàm lượng THC của trà vốn phụ thuộc rất nhiều vào kỹ thuật pha chế như cân đong khối lượng và thời gian đun sôi.

## Thành phần
Theo một nghiên cứu năm 2007 được công bố trên Journal of Ethnopharmacology, thành phần của trà gai dầu chịu ảnh hưởng của các tiêu chí: thời gian ngâm gai dầu, khối lượng trà pha chế và khoảng thời gian trong đó trà được lưu trữ trước khi tiêu thụ. Nghiên cứu này đề cập đến các cách thức mà nồng độ THC và THCA tác động đến sự biến đổi thành phần bằng cách thay đổi hoạt tính sinh học của đồ uống. Do đó, các loại trà gai dầu chứa các cannabinoid ít hoạt tính sinh học hơn, dựa theo khu vực đỉnh trên HPLC, sẽ chứng minh các thành phần biến đổi.

## Chế phẩm
Theo một nghiên cứu gần đây về nồng độ và độ bền hoá học cannabinoid trong các chế phẩm dầu gai dầu và trà gai dầu, đun sôi trong 15 phút giúp nồng độ các cannabinoid đạt cao nhất trong dung dịch trà. Tuy nhiên, độ bền hoá học của các cannabinoid có trong chế phẩm dầu gai dầu trong nghiên cứu này lại cao hơn so với các chế phẩm từ trà gai dầu.

## Y học cổ truyền
Trong nhiều thế kỷ, trà gai dầu đã được sử dụng trong bài thuốc dân gian vì nó được cho là một phương pháp điều trị bệnh thấp khớp, viêm bàng quang và các bệnh tiết niệu khác.

## Tình trạng pháp lý
Trà gai dầu được kiểm soát như là một chế phẩm của gai dầu ở hầu hết các quốc gia là thành viên của Công ước thống nhất về chất ma túy năm 1961 của Liên Hợp Quốc. Tuy nhiên, tương tự như quy định về nồng độ cồn của nấm thủy sâm, có một số dạng trà gai dầu với nồng độ gai dầu thấp được coi là rất khó phát hiện. Những biến thể của thức uống này nhưng không chứa cannabinoid hướng thần được gọi là THC (delta-9-tetrahydrocannabinol), thay vào đó thì thức uống đó có thể chứa các cannabinoid khác như cannabidiol (CBD) hoặc cannabinol (CBN). Cả CBD và CBN đều có xu hướng không bị phát hiện trong các xét nghiệm chất về sử dụng/ngộ độc cần sa. Như vậy, tình trạng pháp lý của trà gai dầu chủ yếu phụ thuộc vào thành phần và chế phẩm của nó.

### Hoa Kỳ
Trà gai dầu được kê trong danh lục cấp liên bang tại Hoa Kỳ bởi bản chất nó là một dẫn xuất của Cannabis sativa, và do đó việc sở hữu, mua và bán là bất hợp pháp. Tuy nhiên, do các khác biệt trong luật pháp cấp tiểu bang và sự miễn cưỡng của chính phủ liên bang trong việc phủ định luật pháp tiểu bang, nên luật pháp liên bang ít ảnh hưởng đến việc sử dụng trên toàn quốc và "thường chỉ áp dụng đối với những người sở hữu, trồng trọt hoặc phân phối số lượng lớn gai dầu". Như vậy, quy định về gieo trồng và sử dụng mang tính tiêu khiển và/hoặc y tế ở cấp độ cá nhân không phải là trách nhiệm của chính phủ liên bang.

#### Luật Colorado
Ở Colorado, với các mục đích y tế, trà gai dầu là một "sản phẩm ngâm gai dầu y tế", là "sản phẩm ngâm gai dầu y tế nhằm mục đích sử dụng hoặc tiêu thụ không có mục đích là hút cần, bao gồm các sản phẩm có thể ăn được, thuốc mỡ và rượu xoa bóp. Các sản phẩm này khi được các trung tâm gai dầu y tế được cấp phép hoặc các nhà sản xuất sản phẩm ngâm gai dầu y tế mua bán hay sản xuất, sẽ không được coi là thực phẩm hay dược phẩm đối với các mục đích của Đạo luật về thực phẩm và dược phẩm Colorado, mục 4, khoản 5, điều 25, C.R.S.)  Colorado hiện là một trong 33 tiểu bang có luật hợp pháp hóa gai dầu kể từ năm 2018.

## Tác dụng phụ
Mặc dù không được công bố rộng rãi như các tác dụng lợi ích, bên cạnh những tác dụng có hại đã biết của việc sử dụng gai dầu nói chung thì trà gai dầu cũng có tác dụng có hại riêng. Dựa trên những phát hiện của các nghiên cứu chọn lọc, có vẻ như những tác dụng đó xảy ra chủ yếu là kết quả của các phương pháp hoặc liều lượng khác thường được dùng với thuốc sắc.

### Tiêm tĩnh mạch
Tác dụng có hại của trà gai dầu khi truyền tĩnh mạch được công bố qua một nghiên cứu của Tiến sĩ Robert B. Mims và Joel H. Lee năm 1977. Dung dịch trà được nghiên cứu được chuẩn bị bằng hạt gai dầu (bình thường thì hay dùng ngọn bông hoa cái) được đun sôi trong nước máy mà không qua bộ lọc. Những ảnh hưởng xấu đối với bốn thanh niên da trắng tham gia nghiên cứu xảy ra ngay lập tức, gồm các triệu chứng "buồn nôn, nôn mửa, đau bụng, tiêu chảy, [và] ớn lạnh".

### Sinh con thời cổ đại
Theo một thông tin ngắn được công bố trên Journal of Ethnopharmacology, dựa trên nghiên cứu của Zias và cộng sự liên quan đến việc sử dụng gai dầu trong sinh nở thời cổ đại, theo đó gai dầu từng được dùng để làm thuốc sắc cùng với các loại dược liệu cụ thể khác với mục đích chấm dứt thai kỳ trong tháng thứ hai đến tháng thứ ba. Sau đây là danh sách các loài thực vật sử dụng để làm thuốc sắc được đề cập trong nghiên cứu này: "C. sativa L./Cannabaceae; Atropa baetica Wilk./Solanaceae; Nerium oleander L./Apocynaceae; Ruta montana L./Rutaceae; Peganum harmala L./Zygophyllaceae; Agave americana L./Amaryllidaceae và Urginea maritima L./Liliaceae)".